# NGC 3225
NGC 3225 est une galaxie spirale située dans la constellation de la Grande Ourse. NGC 3225 a été découverte par l'astronome germano-britannique William Herschel en 1793.

## Caractéristiques
Sa vitesse par rapport au fond diffus cosmologique est de 2 273 ± 11 km/s, ce qui correspond à une distance de Hubble de 33,5 ± 2,4 Mpc (∼109 millions d'al).
À ce jour, 18 mesures non basées sur le décalage vers le rouge (redshift) donnent une distance de 40,663 ± 5,975 Mpc (∼133 millions d'al), ce qui est légèrement à l'extérieur des valeurs de la distance de Hubble. Notons que c'est avec la valeur moyenne des mesures indépendantes, lorsqu'elles existent, que la base de données NASA/IPAC calcule le diamètre d'une galaxie et qu'en conséquence le diamètre de NGC 3225 pourrait être d'environ 22,4 kpc (∼73 100 al) si on utilisait la distance de Hubble pour le calculer.
La classe de luminosité de NGC 3225 est III-IV et elle présente une large raie HI.